# Не розумію
«Не розумію» — радянський середньометражний художній фільм 1989 року, знятий на кіностудії «Білорусьфільм».

## Сюжет
Комедія за оповіданнями Семена Альтова та Михайла Задорнова, які вперше знялися в кіно як актори.

## У ролях
- Семен Альтов — головна роль
- Михайло Задорнов — головна роль
- Андрій Анкудінов — другорядна роль
- Анатолій Кляшторний — другорядна роль
- Володимир Корпусь — другорядна роль

## Знімальна група
- Режисер:  Наталія Шилок
- Продюсер: Федір Нечаєв
- Сценаристи:  Наталія Шилок, Микола Студнєв, Семен Альтов,  Михайло Задорнов
- Оператор: Костянтин Ремішевський
- Композитор: Олег Залєтнєв
- Художник: Володимир Гавриков
- Монтажер: Віра Коляденко